# Zohar Argov
Zohar Argov (nascido Orqabi) (1955 Rishon Letziyon, israel - 1987) era um cantor israelense do gênero "mizrahi" (oriental).
Graças ao seu talento como cantor bem como ao fim trágico da sua vida, as músicas de argov são "cult" da música oriental israelense. Argov é conhecido em Israel como o "Rei" da música oriental. O sucesso de Zohar Argov tornou o gênero oriental de gênero inferior a uma parte integral da música israelense moderna.